# Lea Ann Miller
Lea Ann Miller (* 22. Januar 1961 in Kirkwood, Missouri) ist eine ehemalige US-amerikanische Eiskunstläuferin.
Miller trat im Paarlauf ab 1981 mit William Fauver an. Bei den nationalen Meisterschaften wurden sie drei Mal Vizemeister (1981, 1983, 1984) und gewannen 1982 Bronze. Mit diesen Ergebnissen konnten sie sich für die Eiskunstlauf-Weltmeisterschaften in diesen Jahren qualifizieren. Dabei erreichten sie die Plätze sieben (1983), acht (1982) und zehn (1981, 1984). Ebenfalls 1983 belegten sie beim Skate America den zweiten Rang. Miller und Fauver traten bei den Olympischen Winterspielen 1984 in Sarajevo an und wurden dort im Paarlauf Zehnte. Anschließend wechselten sie zum Profisport und tourten mit Stars on Ice sowie Torvill & Dean.
Miller arbeitete als Choreografin und Produzentin für Eislaufshows.

## Ergebnisse

### Paarlauf
(mit William Fauver)
| Wettbewerb / Jahr                | 1981 | 1982 | 1983 | 1984 |
| -------------------------------- | ---- | ---- | ---- | ---- |
| Olympische Winterspiele          |      |      |      | 10.  |
| Weltmeisterschaften              | 10.  | 8.   | 7.   | 10.  |
| US-amerikanische Meisterschaften | 2.   | 3.   | 2.   | 2.   |